# ديميس جريجوراش
ديميس جريجوراش (بالرومانية: Demis Grigoraș) مواليد 30 يونيو 1993 في فاسلوي، هو لاعب كرة يد روماني يلعب كظهير أيمن. مثل منتخب رومانيا لكرة اليد.

## الإنجازات
- الدوري الروماني لكرة اليد:
  - الميدالية البرونزية: 2015–16

## روابط خارجية
- ديميس جريجوراش على موقع الاتحاد الأوروبي لكرة اليد (الإنجليزية)
- ديميس جريجوراش على موقع الاتحاد الفرنسي لكرة اليد (الفرنسية)